# Lupenice
Lupenice – gmina w Czechach, w powiecie Rychnov nad Kněžnou, w kraju hradeckim. Według danych z dnia 1 kwietnia 2020 liczyła 264 mieszkańców.

## Przypisy

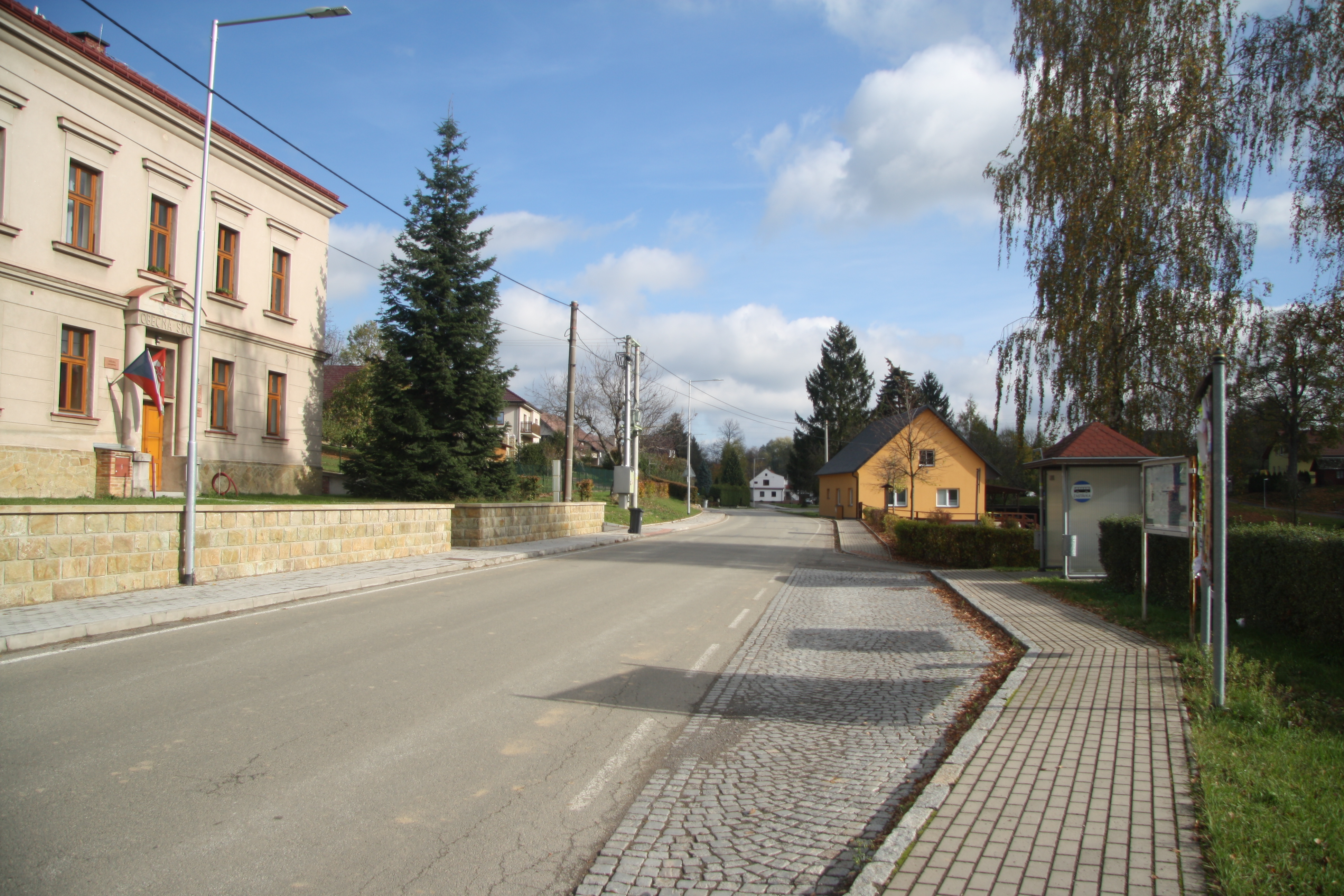
Lupenice

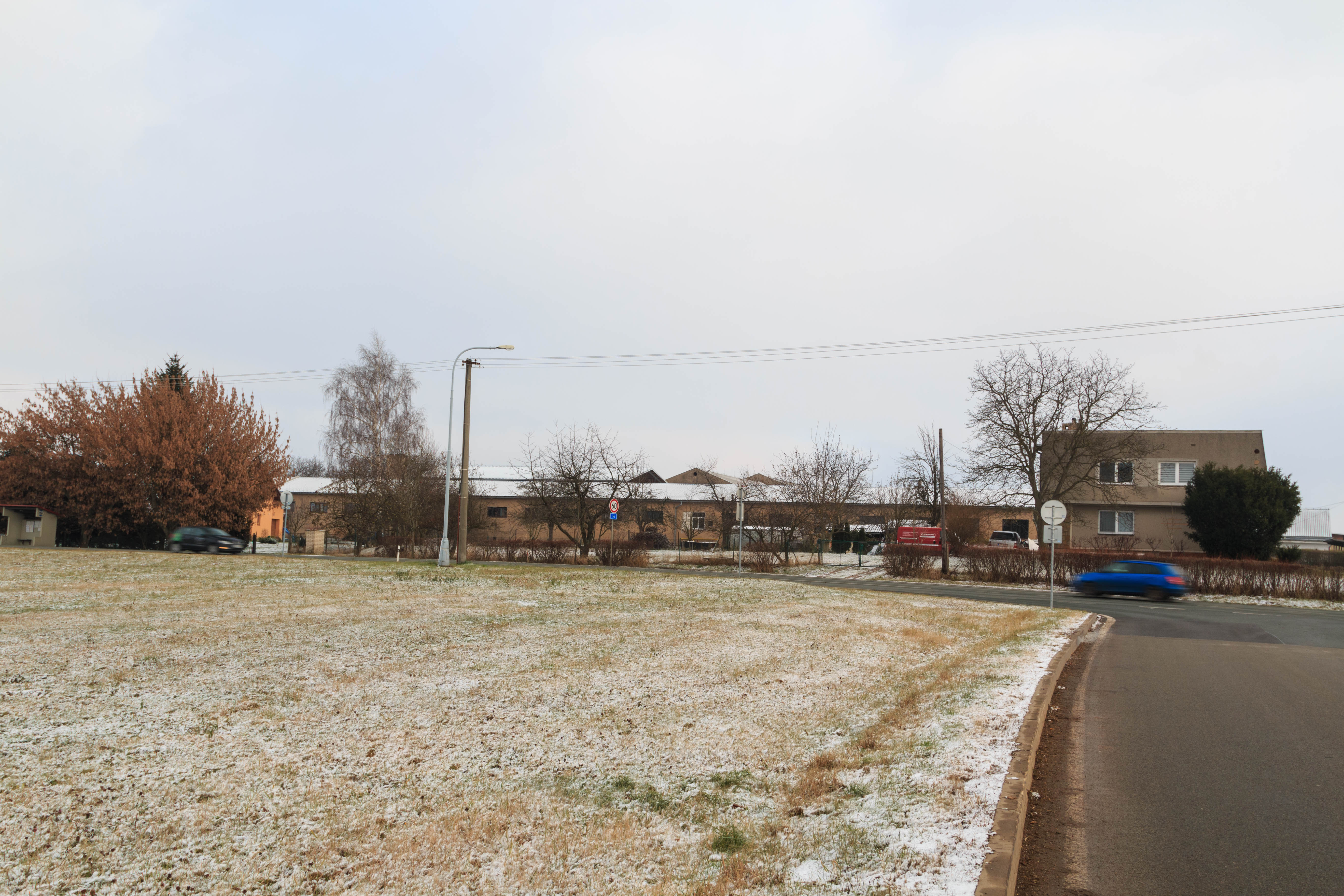
Lupenice